# 바빌론 A.D.
《바빌론 A.D.》(Babylon A.D.)는 프랑스에서 제작된 마티유 카소비츠 감독의 2008년 SF, 액션, 모험, 스릴러 영화이다. 빈 디젤 등이 주연으로 출연하였고 마티유 카소비츠 등이 제작에 참여하였다.
2008년 8월 29일 미국에서 개봉되었다. 프랑스, 영국, 미국의 공동 제작 작품이다.

## 출연

### 주연
- 빈 디젤
- 멜라니 티에리
- 양자경

### 조연
- 제라르 드빠르디유
- 샬롯 램플링
- 마크 스트롱
- 램버트 윌슨
- 제롬 르 밴너
- 조엘 커비
- 소울리메인 딕코

## 기타
- 공동제작: 셀윈 로버츠
- 미술: 폴 크로스
- 의상: 샤토운
- 배역: 지나 제이
- 음악: 아틀리 외르바르손